# Антигуа і Барбуда на Олімпійських іграх
Антигуа і Барбуда бере участь в Олімпійських іграх з 1976 року за виключенням олімпійських ігор 1980. У зимових Олімпійських іграх Антигуа і Барбуда ніколи не брала участі. Спортсмени з Антигуа і Барбуда поки жодного разу не завойовували медалей на іграх.

## Виступи на літніх Іграх
| Ігри                | Золото          | Срібло          | Бронза          | Загалом         |
| 1976 Монреаль       | 0               | 0               | 0               | 0               |
| 1980 Москва         | Не брала участь | Не брала участь | Не брала участь | Не брала участь |
| 1984 Лос-Анджелес   | 0               | 0               | 0               | 0               |
| 1988 Сеул           | 0               | 0               | 0               | 0               |
| 1992 Барселона      | 0               | 0               | 0               | 0               |
| 1996 Атланта        | 0               | 0               | 0               | 0               |
| 2000 Сідней         | 0               | 0               | 0               | 0               |
| 2004 Афіни          | 0               | 0               | 0               | 0               |
| 2008 Пекін          | 0               | 0               | 0               | 0               |
| 2012 Лондон         | 0               | 0               | 0               | 0               |
| 2016 Ріо-де-Жанейро | 0               | 0               | 0               | 0               |
| Загалом             | 0               | 0               | 0               | 0               |